# Myrmecodesmus sabinus
Myrmecodesmus sabinus är en mångfotingart som först beskrevs av Chamberlin 1942.  Myrmecodesmus sabinus ingår i släktet Myrmecodesmus och familjen fingerdubbelfotingar. Inga underarter finns listade i Catalogue of Life.